# Fondation Raoul-Follereau
La fondation Raoul-Follereau est une fondation caritative indépendante qui lutte contre tout type d'exclusion sociale causée par la maladie, en particulier la lèpre, l’ignorance et la pauvreté.
En 1943, Raoul et Madeleine Follereau sont hébergés par la congrégation des Sœurs missionnaires de Notre-Dame des Apôtres, à Vénissieux. La supérieure de la congrégation, mère Eugénia Ravasio, leur fait découvrir la détresse des lépreux, socialement exclus et médicalement abandonnés. Elle a fondé une léproserie d’un nouveau genre à Adzopé (aujourd'hui en Côte d’Ivoire), qu’elle a inauguré en 1942, mais il lui manque des fonds pour en faire un village-modèle. Raoul Follereau s’enthousiasme pour le projet et décide d’entreprendre une tournée de conférences pour réunir les fonds nécessaires. C’est le début d’une coopération qui va durer plusieurs années. C’est aussi le début d’une vocation : Raoul et Madeleine Follereau vont dès lors se consacrer à la défense des lépreux et à la lutte contre la lèpre.
En 1968, Raoul Follereau fonde l’association qui porte le nom de « Fondations Raoul Follereau ». Après sa mort en 1977, l'œuvre est continuée par ses successeurs André Récipon, de 1968 à 1992, puis par son fils Michel jusqu'en 2020. En 1984, la Fondation Raoul-Follereau est constituée et reconnue d'utilité publique. Elle se consacre principalement à la lutte contre la lèpre et l'exclusion sociale, en intervenant dans environ vingt-cinq pays, principalement en Afrique et en Asie. Elle gère des centres de traitement pour les malades de la lèpre et d’autres maladies, tout en œuvrant pour l'éducation des enfants et la réinsertion professionnelle des personnes défavorisées.
La fondation a fait l'objet de critiques, pour sa gestion à la suite d'un rapport de l'Inspection générale des affaires sociales ou sur une forme d'ambiguïté avec l'extrême droite, notamment pour ne pas avoir pris ses distances avec le passé fascisant de son fondateur.

## Historique

### Avant la fondation: 1943-1968
Fin 1942, accueillis dans un couvent à Vénissieux, Raoul et Madeleine Follereau y rencontrent Mère Eugenia Ravasio, supérieure de la congrégation Notre-Dame des Apôtres. Celle-ci leur fait part de son projet de fonder un village-modèle destiné aux lépreux et à leurs familles, à Adzopé en Afrique-Occidentale française (aujourd'hui en Côte d’Ivoire), mais affirme qu'il lui manque des fonds. Raoul Follereau lance alors un appel aux dons dans son journal Paroles de France en février 1943, qui sera suivi de plusieurs conférences et articles, pour lever les sommes nécessaires. En novembre, il évoque dans son premier article en faveur des lépreux, intitulé La grande pitié de nos frères lépreux, la nécessité de créer un « Office français contre la lèpre ».
Raoul Follereau a l’idée de proposer à chaque commune ou institution de financer un pavillon du futur village, qui porterait alors son nom. Cette action en faveur des lépreux est récompensée le 19 août 1944 par un prix de 10 000 francs de la part de l’Académie des sciences morales et politiques pour ériger à Adzopé un pavillon placé sous son patronage. Raoul et Madeleine Follereau se rendent à Adzopé en avril 1949. C'est à partir de cette date qu'ils multiplieront les voyages en Afrique, en Asie et en Amérique latine, consacrés à la cause des lépreux : il s’agit dès lors de sensibiliser l’opinion publique, pour lutter contre la stigmatisation dont ils sont l’objet et pour lever des fonds afin de leur assurer des soins et des conditions de vie dignes.
Par la suite, de 1952 à 1954, Raoul Follereau milite pour que l’ONU rédige une convention internationale destinée à garantir les droits des lépreux. Cette action fera dire au journal Le Monde que « la bataille contre la lèpre a son héraut : M. Raoul Follereau ». La première journée internationale des lépreux, qui a lieu le 31 janvier 1954, est essentiellement une journée de prière. Au départ c’est une initiative personnelle, diffusée dans les milieux catholiques français ; c’est durant les années suivantes que cette journée va devenir la Journée mondiale des lépreux telle qu’on la connaît aujourd’hui. En revanche, elle ne fait pas partie, comme beaucoup de journées mondiales, de l’agenda officiel de l’ONU.
En 1956, Raoul Follereau, qui ne dispose pas encore d’une organisation structurée, participe avec l’Ordre de Malte à l’organisation du Congrès International pour la Défense et la Réhabilitation du Lépreux à Rome. Deux ans plus tard, il est invité à prendre la parole au VIIe Congrès international de Léprologie qui se tient à Tokyo, lors duquel il insiste sur les aspects sociaux de la lèpre. Cette nouvelle approche sera au cœur de l’action de la fondation, même si elle ne néglige pas la dimension médicale de lutte contre la maladie.

### Après 1968: création de l'association, rapports de l'IGAS et réorganisation
Raoul Follereau crée les fondations Charles de Foucauld en 1941, qu'il renomme l'Ordre de la Charité en 1948. Ces structures ont alors vocation à accueillir et à répartir les sommes récoltées grâce à des campagnes de dons, relayées notamment par son journal, intitulé Mission de la France, et ses conférences caritatives. Ce n'est qu'en 1968 que Raoul Follereau, avec son épouse et André Récipon, créent une structure associative afin de pérenniser son action. Il décède en 1977, mais son légataire testamentaire, André Récipon, poursuit ses activités en mettant en place plusieurs structures, regroupées au sein de la fondation à partir de 1984. En 1992 c'est son fils, Michel Récipon, qui en reprend la direction.
La fondation Raoul-Follereau est épinglée en 2002 par l'Inspection générale des affaires sociales (IGAS), qui émet des réserves sur son fonctionnement.  Une enquête pour abus de confiance est déclenchée par le parquet de Paris. La fondation entame alors une restructuration et met en place une commission de contrôle et de surveillance de l'association française Raoul Follereau pour suivre les recommandations de l'IGAS. La fondation est alors divisée en trois départements : l'aide aux enfants en détresse, l'aide aux populations démunies à l'étranger et l'aide aux démunis de France.
Malgré cette restructuration, l'IGAS rapporte en 2014 que « l'organisation reste complexe et ne garantit pas complètement au donateur une utilisation conforme de ses dons ». Elle relève notamment le fait que la part consacrée aux missions de santé n'a cessé de baisser au cours des années précédentes, passant de 10 millions d'euros en 1992 à 5 millions en 2012, sur les 13 millions d'euros de fonds collectés. Elle déplore également des lacunes importantes dans la déclaration d'utilisation des fonds et la comptabilité. En réponse, la fondation précise que les réserves n'ont « en aucun cas été constituées ou utilisées comme une cagnotte qui permettrait d'agir en dehors de l'objet social de la Fondation », comme l'IGAS semble le laisser entendre.
En 2017, Pierre-Yves Thiébault, qui était depuis 2007 vice-président du conseil de surveillance de la fondation Raoul-Follereau, succède à Alain Morisot au poste de président. En novembre, l'IGAS constate dans une nouvelle note une certaine amélioration de la gestion de la fondation et lève une de ses réserves, mais maintient une mise en cause sur la gestion de la fondation. Elle reproche notamment à la fondation de ne pas garantir la bonne information du public quant à l'utilisation des dons, au niveau de ses frais de fonctionnement et de collecte, ainsi que sur l'utilisation de ses produits financiers et loyers. En 2020, Oleg Ouss est nommé président du directoire.

## Missions
Si la mission principale de la fondation Raoul-Follereau est la lutte contre la lèpre et l'aide aux malades, elle lutte également contre toute forme de pauvreté et d’exclusion sociale, en particulier celle des enfants. Elle travaille aussi à la réinsertion dans la vie professionnelle de personnes en grande précarité ayant connu des périodes de chômage, de maladie ou d’incapacités diverses.

### Lutte contre la lèpre
Dans le cas de la lèpre, les objectifs de la fondation sont de prévenir les invalidités et réadapter rapidement ainsi que dépister à temps pour éviter les mutilations. Elle intervient pour cela dans dix-huit pays, principalement en Afrique et en Asie. En lien avec les ministères de la santé, elle gère et s'appuie sur des centres de traitement où sont hospitalisées les personnes, souvent dès l’enfance, atteintes de la lèpre ou d’autres maladies proches, comme l’ulcère de Buruli, également une mycobactérie, toutes deux nécessitant de longs traitements. Ils intègrent des équipes médicales complètes comme des infirmiers, des dermatologues ou des assistantes sociales et des structures complémentaires, comme des écoles pour les enfants hospitalisés.
À partir de 2019, elle développe des projets intégrés prenant en compte plusieurs composantes déterminantes pour la santé des populations vulnérables, en particulier la composante WASH (pour Water, Sanitation and Hygiene ou en français EHA : Eau, Hygiène et Assainissement) en Côte d'Ivoire. L'objectif est de créer des infrastructures pour améliorer les conditions d’hygiène et d’assainissement de l’eau, ainsi que de permettre le dépistage de maladies tropicales négligées.
En 2022, la fondation Raoul-Follereau, comme d'autres acteurs de la lutte contre la lèpre, amplifie sa stratégie de dépistage. L'objectif est de transformer le processus de dépistage de sa forme passive, caractérisée par la nécessité pour les personnes atteintes de se rendre dans un centre de diagnostic et de soins, en une approche proactive. Dans cette dernière, des professionnels de santé se déplacent vers les communautés où des cas ont été signalés pour y mener un dépistage systématique de tous les habitants autour des cas répertoriés.

### Droits de l'enfant et éducation
La fondation Raoul-Follereau se mobilise pour lutter contre la pauvreté où la lèpre prend racine en agissant pour l'éducation des enfants et la formation des jeunes, en particulier en construisant ou rénovant des structures scolaires et parascolaires, formelles ou non. La fondation a aussi, par exemple, contribué à la création en 2015 d'écoles à Erbil, au Kurdistan irakien. Il s'agit pour ces élèves de rattraper leur retard scolaire accumulé depuis le début de la crise humanitaire, et pour les plus âgés, de préparer l'équivalent du baccalauréat.

### Pauvreté et réinsertion
La fondation Raoul-Follereau lance un programme de réinsertion professionnelle en 1993, en particulier en milieu rural. L'objectif est d'aider des personnes éloignées de l'emploi comme les allocataires du RSA, chômeurs de longue durée ou parents isolés à lancer leur activité, ce qui permet également de créer du lien dans des zones en perte d'attractivité. Ce programme se caractérise par l'octroi de prêts à taux zéro ou d'aides financières ou de conseils.
À partir de 2014, la fondation vient en aide aux minorités victimes des conflits armés au Moyen-Orient, en particulier au Liban, en Syrie et en Irak. Elle intervient auprès des réfugiés ayant fui la guerre contre l'État islamique, avec des programmes d'éducation ou de réinsertion par l'emploi.

### Ressources et patrimoine
La fondation finance ses actions quasi exclusivement au travers d'appels à la générosité du public tout au long de l'annnée et a obtenu pour cela le label « Don en confiance » en 2020. Elle se mobilise chaque année, avec d'autres ONG comme l'Ordre de Malte, lors de la Journée mondiale des malades de la lèpre, également créée par Raoul Follereau, pour sensibiliser le public à la maladie et récolter des fonds.
Le siège de la fondation est situé à Paris, au 31 rue de Dantzig, dans le 15e arrondissement. Des représentants agissent dans les pays, près du terrain, en lien avec les partenaires locaux et les ministères de la santé. Un ensemble de médecins et soignants sont coordonnés par le Docteur Roch-Christian Johnson, médecin béninois et directeur médical de la fondation depuis 2020.

## Mises en cause de la fondation dans sa relation avec l'extrême droite
L'engagement politique à l'extrême droite ou en soutien à des régimes fascistes de Raoul Follereau durant l'entre-deux-guerres et la collaboration est notoire, tout comme la proximité idéologique de la famille Récipon. Raoul Follereau exprime notamment un antisémitisme virulent, traitant par exemple Léon Blum de « sale juif » lors d'une conférence à Mascara ou s'exprimant en soutien à Benito Mussolini et participe à des voyages de soutien au régime. Ainsi, Pierre Guillaume écrit, dans Vingtième siècle, Revue d’Histoire : « Raoul Follereau fut aussi un témoin très engagé dans l’histoire intellectuelle et politique de son temps. C’est en maurrassien convaincu qu’il créée avant la guerre la Ligue d’Union latine, dont le mensuel exprime une sympathie sans ambiguïté pour le Portugal de Salazar, comme pour l’Italie de Mussolini. En 1940, Follereau est tout acquis aux thèses de la Révolution Nationale et à la personne du Maréchal ».
Xavier Petitjean, un ancien bénévole écrivant sous le pseudonyme de Romain Gallaud, accuse la fondation de s'employer à dissimuler cette réalité historique. Il écrit ainsi en introduction de son ouvrage d'enquête : « Ce n'est pas le fait que Raoul Follereau ait été mussolinien, maurassien, antisémite et pétainiste qui a provoqué ce livre, mais plutôt le fait que certains, fondation Raoul-Follereau en tête, cherchent à faire passer Raoul Follereau pour ce qu'il ne fut pas ». La fondation l'attaque en diffamation au tribunal correctionnel de Paris, qui le relaxe en 2015 sur la base de sa bonne foi, sans pour autant lui donner raison. En effet, la cour estime que les documents fournis par Xavier Petitjean ne prouvent pas la volonté de la fondation de cacher les idées de Raoul Follereau et d'André Récipon. 
La dérive à l'extrême droite est dénoncée par l'association Raoul-Follereau de Suisse qui « prend ses distances » avec la branche française en 2002 : « Pas à pas, une famille présidant à l’Association française Raoul Follereau, s’accaparant un pouvoir absolu, a détourné l’esprit de la pensée du fondateur pour se tourner vers des idéologies de la droite ultra et vers une branche intégriste et fondamentaliste de l’Église ». L'association dénonce également le rôle d'André Récipon, toujours très influent, qui « ne cache pas sa proximité avec le Front national (...) professe un catholicisme traditionaliste, proches des réseaux intégristes » et le fait que les locaux ou le journal de l'association soient utilisés pour promouvoir des structures intégristes ou un ouvrage d'André Récipon destiné à réhabiliter le maréchal Pétain.